# Seetal
Le Seetal (Vallée des lacs) est une vallée de Suisse.

## Géographie

### Géographie physique
La vallée, orientée nord/sud, s'étend entre Emmen au nord de la ville de Lucerne jusqu'à la ville de Lenzburg et compte les deux lacs d'Hallwil et de Baldegg. Elle est parcourue par la rivière Aabach et se termine à l'est par la montagne du Lindenberg.

### Géographie politique
Le Seetal est divisé entre les cantons d'Argovie et de Lucerne. Le premier avec 11 communes (Beinwil am See, Birrwil, Boniswil, Dürrenäsch, Egliswil, Fahrwangen, Hallwil, Leutwil, Meisterschwanden, Seon et Seengen) et le second avec 16 communes (Aesch, Altwis, Ballwil, Ermensee, Eschenbach, Gelfingen, Hämikon, Hitzkirch, Hochdorf, Hohenrain, Mosen, Müswangen, Retschwil, Römerswil, Schongau et Sulz).

## Voies de communication
Le Seetal est desservi dans toute sa longueur, de Lenzburg à Lucerne, par la ligne du Seetalbahn, qui appartient au réseau de transports publics de cette dernière ville. Les villes ou villages ne disposant pas d'une gare ou d'une halte sont desservis par des bus.

## Source
- (de) Cet article est partiellement ou en totalité issu de l’article de Wikipédia en allemand intitulé « Seetal » (voir la liste des auteurs).